# Lea De Gregorio
Lea De Gregorio (* 1992 in Darmstadt) ist eine deutsche Journalistin und Schriftstellerin.

## Leben
Lea De Gregorio ist in Darmstadt geboren und einem Dorf in Hessen aufgewachsen. Nach dem Abitur ging sie für acht Monate nach Indien, wo sie in einer Frauenrechtsorganisation mitarbeitete. Sie absolvierte ihr Bachelorstudium in Vergleichender Kultur- und Religionswissenschaft an der Philipps-Universität Marburg und am University College Dublin, und zwei Masterabschlüsse in Philosophie und Europäischer Ethnologie in Marburg.
De Gregorio war Volontärin und anschließend Redakteurin bei dem Magazin von Amnesty International, Amnesty Journal. Sie verließ die Organisation 2022 wegen ihrer Kritik an einem von Amnesty International verfassten Bericht zum israelisch-palästinensischen Konflikt.
Seitdem ist De Gregorio als freie Journalistin und Autorin tätig. Ihre Artikel erschienen unter anderem in der taz, Zeit Online, Zeit, dem Tagesspiegel und Philosophie Magazin. Zusätzlich schreibt und spricht De Gregorio regelmäßig Hörfunkbeiträge für Deutschlandradio Kultur.
2024 erschien De Gregorios Debüt Unter Verrückten Sagt Man Du im Suhrkamp Verlag. Das Buch ist eine Psychiatrie- und Gesellschaftskritik, die menschenrechtliche Fragen in Bezug auf die Psychiatrie thematisiert, und versucht eine Suche nach Antworten in der Sprache und Philosophie, sowie der unzureichenden Aufarbeitung der nationalsozialistischen Euthanasie-Verbrechen zu finden. Der Arzt Philipp Sterzer empfahl das Buch Unter Verrückten sagt man du in der Frankfurter Allgemeine als „wichtigen Debattenbeitrag einer möglichst breiten Öffentlichkeit zur Lektüre“.

## Werke
- De Gregorio, Lea: Euthanasie. In: Sebastian Pertsch (Hrsg.): Vielfalt: Das andere Wörterbuch. 100 Wörter – 100 Menschen – 100 Beiträge (Duden-Sachbuch), Cornelsen Verlag, Berlin 2023, ISBN 978-3-411-75601-8.
- De Gregorio, Lea: Unter Verrückten Sagt Man Du. Suhrkamp Verlag, Berlin 2024, ISBN 978-3-518-47430-3.